# تيم بوثويل
تيم بوثويل هو لاعب هوكي جليد كندي، ولد في 6 مايو 1955 في فانكوفر في كندا.

## وصلات خارجية
- تيم بوثويل على موقع دوري الهوكي الوطني (الإنجليزية)
- تيم بوثويل على موقع قاعة مشاهير الهوكي (لاعب أن.إتش.أل) (الإنجليزية)
- تيم بوثويل على موقع EliteProspects.com (الإنجليزية)
- تيم بوثويل على موقع HockeyDB.com (الإنجليزية)
- تيم بوثويل على موقع Hockey-Reference.com (الإنجليزية)